# Символизъм
За символизма в поезията и литературата виж символизъм (литература).
Символизмът е направление в изкуството, възникнало в края на 19 век във Франция и Белгия и разпространило се през следващите години в други части на Европа. Символизмът се проявява най-вече в поезията, но оказва влияние и на изобразителното изкуство, музиката, прозата, театъра.
Символизмът възниква до голяма степен като реакция срещу натурализма и реализма. За разлика от тези течения, опитващи се да изобразяват реалността, символизмът акцентира върху духовността, въображението и сънищата, върху приказката и мита.
За начало на европейския символизъм започва да се говори след сонета на Шарл Бодлер „Съответствия“. Приема се, че той е основополагащ за символизма. Именно Бодлер създава темата за универсалните аналогии, според която целостта е осъществена посредством мистическа връзка между нещата. Тази връзка се долавя интуитивно от твореца и се изразява чрез символите.

## Представители
Най-известните представители на символизма са поетите Шарл Бодлер, Стефан Маларме, Пол Верлен, Артюр Рембо, Емил Верхарен, Жан Мореас, Александър Блок, художниците Пиер Пюви дьо Шаван, Одилон Редон, Гюстав Моро, Пиер Бонар, Едуар Вюйар, Едвард Мунк, Джовани Сегантини, Михаил Врубел, Арнолд Бьоклин, Фернан Кнопф и Фердинанд Ходлер, композиторите Клод Дебюси и Александър Скрябин, писателите Жорис-Карл Юисманс и Пол Адам, драматурзите Морис Метерлинк и Огюст Вилие дьо л'Ил-Адам.
В България символизмът достига през първите години на XX век, когато много от младите поети започват да пишат в този стил. Сред тях са Пейо Яворов, Димчо Дебелянов, Теодор Траянов, Николай Лилиев, Христо Ясенов, Емануил Попдимитров.